# Hopkinton (Rhode Island)
Hopkinton és una població dels Estats Units a l'estat de Rhode Island. Segons el cens del 2000 tenia 7.836 habitants.

## Demografia
Segons el cens del 2000, Hopkinton tenia 7.836 habitants, 2.965 habitatges, i 2.182 famílies. La densitat de població era de 70,4 habitants per km².
Dels 2.965 habitatges en un 35,2% hi vivien nens de menys de 18 anys, en un 61,9% hi vivien parelles casades, en un 7,7% dones solteres, i en un 26,4% no eren unitats familiars. En el 21% dels habitatges hi vivien persones soles el 9,4% de les quals corresponia a persones de 65 anys o més que vivien soles. El nombre mitjà de persones vivint en cada habitatge era de 2,64 i el nombre mitjà de persones que vivien en cada família era de 3,07.
Per edats la població es repartia de la següent manera: un 25,7% tenia menys de 18 anys, un 6,4% entre 18 i 24, un 31,6% entre 25 i 44, un 25,4% de 45 a 60 i un 11,1% 65 anys o més.
L'edat mediana era de 38 anys. Per cada 100 dones de 18 o més anys hi havia 96,9 homes.
La renda mediana per habitatge era de 52.181 $ i la renda mediana per família de 59.143 $. Els homes tenien una renda mediana de 39.804 $ mentre que les dones 29.189 $. La renda per capita de la població era de 23.835 $. Aproximadament el 3,3% de les famílies i el 4,8% de la població estaven per davall del llindar de pobresa.